# هاجوهو
هاجوهو (به لاتین: Hajoho) یک زیستگاه انسانی در اتحاد قمر است که در آنژوان واقع شده‌است.

## خصوصیات
هاجوهو  ۲٬۷۴۳ نفر جمعیت دارد.